# الريد (المفتاح)

تعديل مصدري - تعديل

الريد هي إحدى قرى عزلة علكمة بمديرية المفتاح التابعة لمحافظة حجة، بلغ تعداد سكانها 638 نسمة حسب تعداد اليمن لعام 2004.